# 테오발도 데페트리니
테오발도 데페트리니(이탈리아어: Teobaldo Depetrini teoˈbaldo depeˈtriːni[*]; 1914년 3월 12일, 피에몬테 주 베르첼리 ~ 1996년 1월 8일 피에몬테 주 토리노)는 이탈리아의 전 축구 선수이자 감독으로, 베르첼리 도 베르첼리 출신이다. 그는 고향 프로 베르첼리, 유벤투스, 그리고 토리노에서 미드필더로 활약했다.
데페트리니는 1959년에 감독으로서 유벤투스에 복귀했지만, 얼마 지나지 않아 바통을 카를로 파롤라에게 넘겼다.

## 수상
유벤투스
- 세리에 A: 1933–34, 1934–35